# Аой Масуда
Аой Масуда (нар. 20 червня 1996) — японська плавчиня. Учасниця Олімпійських Ігор 2020 року, де в естафеті 4x200 метрів вільним стилем її збірна посіла 9-те місце і не потрапила до фіналу.